# 尹元衡
尹元衡（윤원형，1509年—1565年），字彦平（언평），本貫坡平尹氏，朝鮮王朝政治人物，父親為尹之任，母親李氏為李德崇之女。他是文定王后的弟弟，是小尹派的代表人物。

## 生平
尹元衡是尹之任的第五子。尹元衡於1528年小科及第，為承候官，朝鮮中宗在位時，尹元衡的小尹派支持文定王后之子慶原大君，與支持章敬王后所生的世子李峼、以尹任為首的大尹派對立。中宗死後，世子即位，是為仁宗，但不到一年就去世，由其異母弟慶原大君繼位，是為明宗，此時發生乙巳士禍，尹元衡等人立大功，被封推誠協翼定難衛社功臣、瑞原君，因明宗年幼故由文定王后垂簾聽政，尹元衡勢力正大，在其正室金氏（金安老之姪女）死後，尹元衡官拜領議政，其妾鄭蘭貞因為幫助小尹派，獲文定王后破例扶正為尹元衡的正妻，封正一品貞敬夫人，明宗十五年二月賜封瑞原府院君。
嘉靖四十二年（明宗十八年）元月十七日，领议政尚震称“臣氣血俱虛，百病乘之，筋力日漸困乏，理難運身奉職。”自求解职，而明宗直接应允了这一请求，并让领中枢府事尹元衡接任。撰写《实录》的史馆感到此事极为仓促并写道：“上之此敎，甚乖任相之道。”四十三年六月，尹元衡为了以后家族势力着想，试图将女儿嫁给德兴君之子。大臣都不敢反对，明宗遂亲自对尹元衡说：“大臣不宜與宗室爲婚。”元衡不得已才放弃了这一计划。
文定王后在1565年過世，明宗受到朝臣的逼迫，清算舅父尹元衡，其官職、封爵一併追奪，把尹元衡、鄭蘭貞夫婦流放。鄭蘭貞跳海自殺，尹元衡本人服毒自盡含恨而終。

## 相关影视作品及饰演者
- 《朝鮮王朝五百年》—《風蘭 (电视剧)（朝鲜语：풍란 (드라마)）》：1984年MBC電視劇，韩仁守 饰。
- 《林巨正 (电视剧)（朝鲜语：임꺽정 (드라마)）》：1996年SBS電視劇，朴根瀅 饰。
- 《女人天下》：2001年SBS電視劇，李德華 饰（剧设为文定王后的次兄）。
- 《不滅的李舜臣》:2004年KBS電視劇，崔秉学（朝鲜语：최병학 (성우)） 饰。
- 《獄中花》:2016年MBC電視劇，鄭俊鎬 饰。
- 《朝鮮生存記》:2019年TV朝鮮電視劇，韓載錫 饰。

## 附註
1. ↑  . （原始内容存档于2021-04-13）.
2. ↑  . （原始内容存档于2021-04-13）.
3. ↑  .   [2016-04-10]. （原始内容存档于2016-04-21）.
4. ↑  。《明宗實錄》31卷，明宗20年（1565年）11月18日紀錄五 （页面存档备份，存于）